# Dragutin Ciotti
 (Sussak, 19 ottobre 1905 – Fiume, 17 marzo 1974) è stato un ginnasta jugoslavo, vincitore della medaglia di bronzo olimpica nel concorso a squadre a Amsterdam 1928.

## Biografia
Nato nell'allora impero austro-ungarico, era figlio dell'insegnante italiano Giuseppe "Josip" Ciotti, originario di Pieve di Cadore, e di Albina Ciotti, nata Blečić, dopo la prima guerra mondiale si trasferì nello stato degli Sloveni, Croati e Serbi.
Nel 1922 ottenne la nazionalità jugoslava e successivamente divenne uno dei pochi croati della squadra nazionale di ginnastica, composta principalmente da sloveni. Nel 1928 partecipò ai Giochi olimpici di Amsterdam classificandosi nelle retrovie nei singoli attrezzi e nel corpo libero, ma vincendo il bronzo a squadre.
Dopo il ritiro dall'attività agonistica lavorò nell'industria del legname.

## Palmarès
- Giochi olimpici

Amsterdam 1928: bronzo nel concorso a squadre.